# Kill Bill: Volumen 1
Kill Bill: Volumen 1 es una película de acción y suspense estadounidense escrita y dirigida por Quentin Tarantino. Es la primera de las dos películas que fueron lanzadas en cines aparte varios meses, la segunda titulada Kill Bill: Volumen 2. La película fue originalmente programada para un estreno único, pero con una duración de más de cuatro horas, finalmente siendo separada en dos volúmenes. Kill Bill: Volumen 1 fue estrenada a finales de 2003, y Kill Bill: Volumen 2 fue lanzada a inicios de 2004. Las dos películas son frecuentemente referidas como «Kill Bill». La película está protagonizada por Uma Thurman, David Carradine, Vivica A. Fox, Lucy Liu, Michael Madsen, Sonny Chiba y Daryl Hannah.
Las dos películas siguen a un personaje inicialmente identificada como «La Novia», un antiguo miembro de un equipo de asesinos que busca venganza de sus excolegas que masacraron a los miembros de su fiesta de boda e intentaron matarla. La película es a menudo notada por su estilo de dirección y su homenaje a los géneros cinematográficos como las películas de artes marciales hongkonesas, las películas de samuráis, spaghetti western, chicas pistoleras, y violación y venganza.
La película comenzó con una dedicatoria al director japonés Kinji Fukasaku, y estuvo inspirada en la película de animación japonesa Blood: The Last Vampire. Una edición diferente de la película fue lanzada específicamente para Japón, y fue estrenada varias semanas más tarde. Mientras que la versión estadounidense muestra la escena de la batalla contra el grupo "Los 88 maníacos" en blanco y negro, la versión japonesa y europea la muestra totalmente en color. El rodaje de la película duró 8 meses y muchas de sus escenas fueron filmadas en Japón. Miramax es la distribuidora en los Estados Unidos.

## Argumento
La película abre con un intertítulo mostrando el proverbio «La venganza es un plato que se sirve mejor frío». Una mujer embarazada (Uma Thurman), conocida como «La Novia», está recostada en el suelo severamente herida en su boda, hablando con Bill (David Carradine) sobre el bebé que lleva dentro de ella; sin embargo, Bill le dispara en la cabeza. Más tarde, se entera de que sobrevivió milagrosamente al disparo, pero estuvo en coma por cuatro años.
Fuera de la secuencia, la película muestra el asesinato de la segunda venganza de la Novia después de su recuperación. La Novia encuentra a Vernita Green (Vivica A. Fox) en su casa y pelea con ella, pero se detienen cuando Nikki, la hija de Vernita, llega de la escuela. Se revela que ambas son miembros antiguos del Escuadrón Asesino Víbora Letal, asesinos de élite bajo el mando de Bill. Bill ordenó el ataque a la Novia en venganza de su decisión de dejarlo y casarse en secreto con otro hombre. Mientras las dos mujeres están hablando en la cocina durante su tregua, Vernita intenta matar a la Novia con un revólver escondido en una caja de cereal Kaboom. El disparo no da en la Novia, quien toma represalias lanzando un cuchillo al pecho de Vernita, que cae muerta lentamente. Cuando la Novia nota que Nikki está de pie en la entrada, le ofrece la oportunidad de vengarse cuando sea adulta, y finalmente deja la casa. La Novia tacha el nombre de Vernita en su lista.
Regresando al tiempo de su coma, otro miembro del escuadrón, la monocular Elle Driver (Daryl Hannah) entra al cuarto del hospital de La Novia donde permanece en coma, y prepara una inyección letal, pero es interrumpida por Bill en el teléfono, quien declara que ellos tomarán acción solamente si ella despierta; Elle, que tomó el lugar de la Novia como amante de Bill, acepta de mala gana, pero le advierte a la Novia que es mejor que jamás despierte. Cuatro años más tarde, la Novia despierta y está horrorizada al descubrir que ya no está embarazada. Mientras tanto, se entera de que un empleado del hospital llamado Buck estuvo violándola en su estado de coma, y en ese momento se encuentra aceptando dinero de un camionero que quiere hacer lo mismo con ella. Mientras el camionero se prepara para asaltarla, la Novia muerde su lengua y lo mata. A pesar de estar incapacitada, mata a Buck propinándole fuertes golpes en la cabeza entre una puerta y su jamba, y roba la camioneta de Buck. Jura venganza e indica su primer objetivo: O-Ren Ishii (Lucy Liu). En secuencias flashback, la Novia explica que O-Ren era hija de un militar chino-estadounidense y su esposa japonesa, los cuales fueron asesinados por uno de los peores jefes yakuza, el jefe Matsumoto. O-Ren sobrevivió debido a que sus padres la escondieron bajo una cama, pero presenció el asesinato de sus padres; un par de años después, aprovechando que el jefe Matsumoto era pedófilo, logró vengar a sus padres asesinando al jefe Matsumoto. A los 20 años, se volvió una de las mejores asesinas a sueldo del mundo y a los 25, participó en la matanza de Palo Alto, donde ella y los demás miembros del Escuadrón asesinaron a todas las personas dentro de una iglesia, excepto a la Novia. Años después, se convirtió en la líder yakuza de Tokio con ayuda de Bill; durante la fiesta de celebración uno de los miembros del Consejo Yakuza, el jefe Tanaka, insulta a O-Ren porque no la considera digna de ser su líder por ser japonesa y chino-americana. O-Ren le corta la cabeza al jefe Tanaka y, con la asistencia de Sofie Fatale (Julie Dreyfus), asistente de O-Ren y antigua protegida de Bill, aclara que aunque aceptará que los demás miembros del Consejo pongan en duda sus decisiones, no aceptará que se hable de su ascendencia como algo negativo.
Una vez recuperada, la Novia viaja a Okinawa para obtener una espada del legendario elaborador de espadas Hattori Hanzō (Sonny Chiba), quien juró nunca forjar una espada otra vez. Después de enterarse de que su objetivo es su antiguo estudiante, Bill, acepta forjar la espada más fina por una obligación moral. La Novia localiza a O-Ren en un club nocturno en Tokio, retándola a una pelea y cercenando el brazo de Sofie Fatale (quien también estuvo durante la masacre) Entonces, pelea con el ejército yakuza de O-Ren, incluyendo el escuadrón de élite de los 88 Maníacos y la guardaespaldas personal de O-Ren, una sádica joven de 17 años Gogo Yubari (Chiaki Kuriyama), antes de enfrentarse a O-Ren en un jardín japonés cubierto de nieve y la asesina. Finalmente, tortura a Sofie para obtener información sobre Bill, dejando a Sofie viva para contarle a Bill que la Novia están en camino para matar a los otros y a él. La película termina con Bill preguntando a Sofie si la Novia sabe que su hija está viva.

## Elenco
- Uma Thurman como La Novia/Beatrix Kiddo (Mamba Negra): Exmiembro del Escuadrón Asesino Víbora Letal quien es descrita como «la mujer más letal del mundo». Ella es masacrada junto a otros invitados en el ensayo de su boda, y cae en coma. Cuando despierta luego de cuatro años, se embarca en una aventura sangrienta de venganza contra los perpetradores de la masacre. Durante el transcurso de esta entrega, su nombre real permanece en incógnito, siendo censurado cada vez que se lo menciona.
- David Carradine como Bill (Encantador de Serpientes) En este primer volumen, solo se conocen sus manos y voz: El exlíder del Escuadrón Asesino Víbora Letal. También es el antiguo amante de La Novia, y el padre de su hija. Él es el objetivo final y epónimo de la venganza de La Novia.
- Lucy Liu como O-Ren Ishii (Mocasín): Exmiembro del Escuadrón Asesino Víbora Letal. Más tarde se convierte en «la Reina del inframundo de Tokio». Es la primera de los objetivos de venganza de La Novia.
- Vivica A. Fox como Vernita Green (Cascabel): Exmiembro del Escuadrón Asesino Víbora Letal, tras la disolución del grupo, Vernita se mudó a Pasadena, en California donde cambió de identidad y formó una familia, renunciando a su pasado como asesina. Es la única del escuadrón que realmente se arrepintió de haber intentado matar a La Novia. Aun así, ante la reaparición de Beatrix en su propia casa, decide enfrentarla para defenderse, siendo fácilmente asesinada.
- Sonny Chiba como Hattori Hanzo: Un maestro fabricante de katanas japonés, reside en Okinawa. Tiene una afamada reputación como el mejor maestro fabricante de katanas de todo el mundo; aunque juró no volver a realizar ninguna otra espada, renunció a su promesa al fabricarle una personalmente a La Novia. Parece tener un pasado turbulento con Bill.
- Daryl Hannah como Elle Driver (Crótalo de California): La amante de Bill y principal némesis de La Novia, tras la supuesta muerte de ésta, sustituyó a La Novia como amante de Bill, y parece guardar bastante resentimiento hacia su excamarada.
- Julie Dreyfus como Sofie Fatale: Abogada y principal consejera de O-Ren Ishii, es otra de las protegidas de Bill, y estuvo presente cuando el escuadrón intento asesinar a La Novia.
- Michael Madsen como Budd (Crótalo cornudo): Hermano de Bill y exmiembro del Escuadrón Asesino Víbora Letal, renunció a su pasado como asesino al guardar su katana hecha por Hattori Hanzo; tras eso, se convirtió en el matón de un night-club en Arizona.
- Michael Bowen como Buck: Enfermero del hospital donde llevan a La Novia después de que cayera en coma. Buck se aprovecha de su estado comatoso y deja que otros hombres la violen por dinero.
- Chiaki Kuriyama como Gogo Yubari: Guardaespaldas personal de O-Ren, a pesar de su corta edad (17 años). Gogo es seria y a simple vista parece inocente, pero en realidad es bastante sádica y tiene un avanzado estado de locura. Maneja muy diestramente armas blancas y una maza de pinchos.
- Gordon Liu como Johnny Mo: Cabeza principal del ejército personal de O-Ren, los 88 maníacos.
- Jun Kunimura como Jefe Tanaka: Uno de los jefes Yakuza de Japón, muy disgustado por la subida al poder de O-Ren Ishii, la insultó por sus orígenes chino-americanos, y esta le respondió rebanándole la cabeza con su katana.
- Ambrosia Kelley como Nikki Green: La pequeña hija de Vernita Green, presencia el asesinato de su madre a manos de Beatrix, aunque ésta le dice que no quería hacerlo frente a ella. Beatrix se disculpa y le dice que si en el futuro desea vengarse, la estaría esperando.
- Kenji Ōba como Shiro: empleado de la tienda de Hattori Hanzo.
- Michael Parks como Earl McGraw: Un policía que investiga el caso de la masacre de la boda.
- James Parks como Edgar McGraw: El hijo de Earl McGraw. También es policía.
- Jonathan Loughran como un camionero al que Buck vende a La Novia.
- Tetsuro Shimaguchi como Miki: un integrante de los 88 maníacos.
- Akaji Maro como Jefe Ozawah
- Sakichi Sato como Charlie Brown: Un empleado en la Casa de las Hojas Azules quien viste un kimono similar a la camisa del protagonista de Peanuts.
- Yuki Kazamatsuri como la propietaria de la Casa de las Hojas Azules.
- Juri Manase, Yōji Tanaka e Issey Takahashi como integrantes de los 88 maníacos.
- Yoshijuki Morishita como un hombre de negocios de Tokio que es asesinado por Gogo.
- El grupo The 5.6.7.8's (Sachiko Fuji, Yoshiko Yamaguchi y Ronnie Yoshiko Fujiyama) interpretando a ellas mismas. Aparecen cantando en la Casa de las Hojas Azules los temas I Walk Like Jayne Mansfield, I'm Blue y Woo Hoo.
- Hikaru Midorikawa como Pretty Riki (secuencia de anime) (solo voz)
- Naomi Kusumi como Jefe Matsumoto (secuencias de anime) (solo voz): Un jefe pedófilo de la Yakuza que es el asesino de los padres de O-Ren.

## Producción
Quentin Tarantino intentó producir Kill Bill como una película. Con un presupuesto de 55 millones de dólares, producción finalizada en 155 días. Harvey Weinstein, el entonces coprincipal de Miramax Films, fue conocido por presionar a los directores para mantener sus películas con una duración considerablemente corta. Cuando Tarantino empezó la edición de la película, él y Weinstein se pusieron de acuerdo en cortar la película en dos. Con la propuesta, Tarantino editaría una película más completa, y Weinstein tendría películas con aceptables tiempos de duración. La decisión para cortar Kill Bill en dos volúmenes fue anunciada en julio de 2003.

### Título
Kill Bill puede traducirse literalmente como Mata a Bill. Sin embargo, «bill» en inglés también significa «cuenta» o «recibo» por lo que una traducción más libre (para apreciar el doble sentido) sería «saldar cuentas». Por otra parte, en japonés no se distingue la l de la r, y el título se lee "キル・ビル" (Kiru Biru). El verbo kiru (切る) significa «cortar» o «rebanar», como con la katana.

## Influencias
La historia completa de Kill Bill está adaptada de Lady Snowblood, una película japonesa de 1973 en donde una mujer mata a una pandilla que asesinó a su familia. The Guardian comentó que Lady Snowblood fue «prácticamente una plantilla para todo Kill Bill Volumen 1». Lady Snowblood fue adaptada del manga homónimo escrito por Kazuo Koike e ilustrada por Kazuo Kamikura.
Referencia el show televisivo Yagyû ichizoku no inbô (Intriga del clan Yaguy en español) por citar una variante del diálogo en la secuencia de entrada del show.
Jubei Yagyu (Sonny Chiba) [La conspiración Yagyu]: «La Doctrina Secreta de Ura Yaguy ("Yagyu Escondido") declara: "Una vez furioso en la batalla, pelea para ganar. Eso es la primera y más importante regla del combate. Todas las emociones humanas, especialmente la compasión, son inútiles. Mata a todo aquel que se interponga en tu camino, incluso si es Dios o Buda en persona. Sólo así se puede dominar la esencia de la técnica. Una vez aprendida, no deberás sentir miedo a nadie, aunque los demonios bloqueen el camino"».
Hattori Hanzo XV (Sonny Chiba) [Kill Bill]: «Los guerreros envueltos en combate deben concentrarse únicamente en derrotar a su enemigo. Todas las emociones humanas, especialmente la compasión, son inútiles. A quien se interponga en tu camino, aunque sea tu Dios o Buda en persona debes matarlo. Esta verdad es la raíz secreta del arte de la guerra».
La película también referencia a Samurai Reincarnation,(1981) citando su línea: «Si el mismo Dios se atravesara en su camino, hasta Él saldría lastimado». Hattori Hanzō fue creado a partir del legendario forjador de espadas Muramasa. El personaje también tiene una referencia al show televisivo japonés Kage no Gundan (Guerreros de la sombras en América), en donde Sonny Chibba interpreta a una versión diferente de Hattori Hanzō, así tan bien, sus descendientes en siguientes temporadas. Tarantino, en las características especiales del Volumen 1, afirma que el personaje Hanzō de su película es uno de aquellos descendientes.
Kill Bill hace tributos a géneros cinematográficos incluyendo spaghetti western, blaxploitation, wuxia chino, las películas yakuza japonesas, el cine de samuráis de Japón, y las películas de kung fu de los años 60 y 70. Ese último género, que fue muy producido por Shaw Brothers, tiene cierto reconocimiento cuando su logo es incluido al comienzo de Kill Bill: Volumen 1.
Una película exploitation influyente que Tarantino ha mencionado en entrevistas es la sueca Thriller - en grym film. Tarantino, quien llamó a Thriller «la película de venganza más violenta jamás hecha», recomendó que la actriz Daryl Hannah viera la película para preparar su papel como la asesina monocular Elle Driver.

## Música
Como las anteriores películas de Tarantino, Kill Bill incluye una banda sonora ecléctica comprendida por varios géneros musicales. En las dos bandas sonoras, los rangos musicales desde música country fueron elegidas a partir de las bandas sonoras de spaghetti westerns de Ennio Morricone. El tema de Bernard Herrman de la película Twisted Nerve es silbada por la amenazadora Elle Driver en la escena del hospital. Un breve extracto de 15 segundos de la introducción del tema musical de Ironside de Quincy Jones es usado como el motivo de venganza de La Novia, que estalla con un flashback teñido de rojo en cualquier momento que ella está cerca de su próximo objetivo. Las pistas instrumentales del guitarrista japonés Tomoyasu Hotei figuran prominentemente y, después del éxito de Kill Bill, fueron usadas frecuentemente en comerciales televisivos estadounidenses y en eventos deportivos. Cuando La Novia entra a «La Casa de las Hojas Azules», el grupo go-go The 5.6.7.8's interpreta «I Walk Like Jayne Mansfield», «I'm Blue» y «Woo Hoo». La conexión con Lady Snowblood es establecida por el uso de «The Flower of Carnage», el cual es tema musical de cierre de esa película. «The Lonely Shepherd» del flautista Gheorghe Zamfir suena en los créditos finales.

## Recepción crítica
Kill Bill: Volumen 1 recibió reseñas generalmente positivas de los críticos de cine. Rotten Tomatoes entregó a la película una puntuación de 85% basada en 218 críticas y reporta una calificación de 7.7 sobre 10. Su consenso entre crítico es: «Kill Bill es nada menos que una película de venganza con mucho estilo. ¡Pero qué estilo!». En Metacritic, que asigna una puntuación promedia sobre 10 a las reseñas de los críticos de las corrientes predominantes, la película recibió una calificación de 69 basada en 43 reseñas.
A. O. Scott de The New York Times dijo que las anteriores películas de Tarantino Pulp Fiction y Jackie Brown fueron «una exploración de personajes creíbles y auténticas emociones». Y finalmente escribió sobre Kill Bill: Volumen 1: «Ahora, parece, sus intereses han cambiado en la dirección opuesta y se metió más en él mismo, sus personajes y su audiencia en un mundo muy artificial, un universo de apariencia vidriosa que refleja nada más allá que sus obsesiones cinematográficas». Scott atribuyó «la dolorosa incoherencia de la historia» al muestreo de Tarantino de los diferentes géneros que incluye spaghetti westerns, blaxploitation y películas de acción asiáticas. El crítico resumió: «pero mientras sea tan implacablemente expuesta a los excitados idiosincrásicos de cineastas puede ser tediosa y desconcertante, la innegable pasión que conduce Kill Bill es fascinante, incluso, extraña para explicarla, y simpática. El sr. Tarantino es un presumido irreprensible, imprudentemente alardeando sus habilidades formales como un coreógrafo de violencia de alto concepto, pero él es también un cinéfilo desvergonzado, y la sinceridad de su entusiasmo entrega a este desordenado y accidentado espectáculo un integridad rara y ferviente».
Manohla Dargis de Los Angeles Times llamó a Kill Bill: Volumen 1 «Una tarjeta del día de San Valentín empapada de sangre dirigida a las películas», y escribió: «Aparentemente, Tarantino está esforzándose para más que una nota hecha puré no hecha a la medida o una mezcla de películas antigua del cine de Oro. Es, por lo tanto, un homenaje a películas grabadas en celuloide y pantalla ancha, ancha, ancha, ancha —una rareza para el tiempo adecuado antes que las películas fueran radicalmente secularizadas». Dargis dijo: «Este tipo de loca película de amor explica el enfoque y las ambiciones de Tarantino, y también apunta a sus limitaciones como un cineasta», llamando la abundancia de referencia a menudo una distracción. Reconoció el talento técnico de Tarantino pero pensó que el atractivo de Kill Bill: Volumen 1 fue demasiado limitado para las populares referencias culturales, llamando a la historia de la película «la parte menos interesante de toda la ecuación».
El historiador cultural Maud Lavin argumenta que la personificación de La Novia con una venganza asesina da un golpecito en las fantasías personales de los espectadores para cometer violencia. Para la audiencia, particularmente espectadoras, estos personajes femeninos excesivamente agresivos proporcionan un sitio complejo para la identificación con la propia agresión de uno.